# 伊本·奥马尔
伊本·奥马尔 (阿拉伯語：  عبد الله بن عمر ابن الخطاب； 约610 – 693）是伊斯兰教先知穆罕默德的薩哈巴，也是穆罕默德第四任妻子哈夫莎的兄弟以及第二任哈里发欧麦尔·本·赫塔卜的儿子。後來阿卜杜拉·伊本·欧麦尔在麦加围城战期间被哈查吉·伊本·优素福军队的毒矛刺中身亡:30。 